# Коваленко Поліна Іванівна
Поліна Іванівна Коваленко (нар. 8 жовтня 1911, місто Маріуполь, тепер Донецької області — 1975, місто Київ) — українська радянська діячка, лікарка-психіатр, 1-й заступник міністра охорони здоров'я Української РСР. Доктор медичних наук (1966), професор (1968). Депутат Верховної Ради УРСР 3-го скликання.

## Біографія
Народилася 25 вересня (8 жовтня) 1911 року в родині робітника. У 1935 році закінчила Харківський психоневрологічний інститут кадрів.
У 1935—1941 роках — лікар-психіатр у місті Маріуполі Донецької області; завідувач клінічного відділу Полтавської психіатричної лікарні.
Під час німецько-радянської війни працювала у військових медичних установах та госпіталюх. У 1943—1946 роках — лікар-психіатр Полтавського евакуаційного госпіталю, лікар-психіатр Полтавської обласної лікарні
У 1946—1950 роках — старший науковий співробітник Львівського науково-дослідного інституту охорони материнства і дитинства.
У червні 1950—1952 роках — завідувач психіатричного відділу Полтавської обласної лікарні.
З 1953 року — директор Українського психоневрологічного науково-дослідного інституту (нині Інститут неврології, психіатрії та наркології НАМНУ) у місті Харкові.
Член КПРС з 1954 року.
У листопаді 1960—1970 роках — 1-й заступник міністра охорони здоров'я Української РСР. Водночас у 1969—1975 роках — завідувач кафедри дитячої психоневрології Київського інституту удосконалення лікарів. 
Основні наукові дослідження: профілактика й лікування шизофренії, динаміка шизофренічного процесу; закономірності функціонування вищих відділів нервової системи в нормі та при патології, патофізіологічне обґрунтування різних форм неврозів; гіпертонічна хвороба, ранні форми порушень кровообігу мозку церебрального і екстрацеребрального походження; патогенез, діагностика й лікування злоякісних пухлин головного мозку.
Померла у березні 1975 року в місті Києві.

## Нагороди
- два ордени Трудового Червоного Прапора
- медаль «За перемогу над Німеччиною у Великій Вітчизняній війні 1941—1945 рр.»
- медаль «За доблесну працю у Великій Вітчизняній війні 1941—1945 рр.»
- медалі